# 日本国との平和条約第11条の解釈
日本国との平和条約第11条の解釈（にほんこくとのへいわじょうやくだい11じょうのかいしゃく）では、日本国との平和条約（サンフランシスコ講和条約などともいう）の第11条の解釈に関する議論について扱う。

## 概要
各国に承認された外務省訳（条約正文ではない）では第11条の"Japan accepts the judgments of the International Military Tribunal for the Far East and of other Allied War Crimes Courts both within and outside Japan"を「極東国際軍事裁判所並びに国内外の他の連合国戦争犯罪法廷の裁判の受諾」と訳した。外務省は、"Japan accepts the judgments"の箇所を「裁判を受諾」と訳したものの、通常"the judgments"は「諸判決」と訳すほうが自然ともいえるとして、その文意については議論がされてきた。「裁判を受諾」では、何を受諾したかについて日本語文として意味が不明瞭なため、その内容が問題となる。以下に表で分類する。"the judgments"を「裁判」と訳すか「諸判決」と訳すかでまず大分類される。
"the judgments"を外務省訳の「裁判」と理解した場合に、その「裁判」の語意を「一連の訴訟手続きそのもの」つまり通常我々が「裁判」として使っている語意で受け取るべきという見解と、「裁判」という言葉は法律用語で「判決」を意味するから「判決」と受け取るべきという見解がある。通常の意味の「裁判」の意味で受け取るべきと言う見解では、書き下した場合には「裁判を受け入れる」との意となり、「裁判」を判決と受け取るべきと言う見解では書き下した場合には、「結果を受け入れる」との意となる。
"the judgments"をそもそも「諸判決」と訳すべきと理解する者にも、意味において、外務省訳と対立する場合と、そうでない場合がある。外務省訳の「裁判」を「諸判決」と受け取った場合でも、「結果を受け入れる」と解釈するか、「諸判決を受け入れる」と解釈するかに分かれる。
| 正文     | accepts the judgments          | accepts the judgments | accepts the judgments        | accepts the judgments        |
| 外務省訳 | 裁判                           | 裁判                  | 裁判                         | 裁判                         |
| 翻訳     | 「裁判」で正しい               | 「裁判」で正しい      | あれはどう訳しても「諸判決」 | あれはどう訳しても「諸判決」 |
| 解釈     | 「裁判」は一連の訴訟手続き全体 | 「裁判」は判決を指す  | 「諸判決」は諸判決           | 「諸判決」は諸判決           |
| 真意     | 「裁判」を受け入れる           | 「結果」を受け入れる  | 「諸判決」を受け入れる       | 「結果」を受け入れる         |

## 第11条の意味と日本国政府の国会答弁
東京裁判（極東国際軍事裁判）における判決、ないしは、そこにおける事実等の認定をめぐっての解釈に関する争いの中で、この条約の第11条の規定の一部により日本が「東京裁判を受諾」したのだから、その判決ないしは事実認定、ときにはそこから導かれた現在の政治状況等について、日本自身が認めているものと解する主張と、それを否定する主張の対立が見られる。
近年の政府の答弁においては、ジャッジメントの訳語については裁判という訳語が、正文に準ずるものとして締約国の間で承認されていることから、『これはそういうものとして受け止めるしかない』とした上で、「ジャッジメント」には、
- 『ジャッジメントの内容となる文書、これは、従来から申し上げておりますとおり、裁判所の設立、あるいは審理、あるいはその根拠、管轄権の問題、あるいはその様々なこの訴因のもとになります事実認識、それから起訴状の訴因についての認定、それから判定、いわゆるバーディクトと英語で言いますけれども、あるいはその刑の宣告でありますセンテンス、そのすべてが含まれている』　　（第162回国会　外交防衛委員会　第13号　平成17年6月2日（木曜日））

としている。
これをもって、政府は事実認定等を含めた裁判全体を受諾したのであるから、裁判の対象となった事項について、東京裁判の事実認定等以外の解釈はできない、などの意味で「東京裁判を受諾」したとし、政府もそれを認めている、と解する見解がある。

（しかしこれは日本側の付けた訳文に依る近年の解釈のようである。　後述するように、当時それとは別の政府答弁が存在する。　また、通常の法律解釈として、契約とちがって一方的な宣告である裁判において、judgmentを受け入れて刑に服することが、自動的に裁判の基礎や価値観の総てに承認の誓いをすることになるか、などの法理論は未確認である。）
別の解説としては、「1212頁にわたる多数意見の判決文の一部には東京裁判が正当なものであるということを宣言した箇所があり、日本はjudgmentsを具体的には判決文として受け入れたことで、自動的に東京裁判のあり方自体をその後も受け入れたことになる」とも語られる。

（当時の時点での日本の理解や翻訳時の事情、また日本が解釈することの位置づけなどの詳細については未確認である。 また、本来judgments＝判決文ではない以上、条約として自動的に繋がりうるものか未確認である。又、東京裁判の正当性の宣言の詳細は本項目では未確認である。）

これらに対立する見解もある。例えば、当時の国会で、
- 『　第十一條は戦犯に関する規定であります。戦犯に関しましては、平和條約に特別の規定を置かない限り、平和條約の効力発生と同時に、戦犯に対する判決は将来に向つて効力を失い、裁判がまだ終つていない瀞は釈放しなければならないというのが国際法の原則であります。従つて十一條はそういう当然の結果にならないために置かれたものでございまして、第一段におきまして、日本は極東軍事裁判所の判決その他各連合国の軍事裁判所によつてなした裁判を承諾いたすということになつております。後段は内地において服役しております戦犯につき－－（略）－－恩赦、釈放、減刑などに関する事柄－－（略）』　　（昭和26年10月11日の国会答弁、（第012回国会　平和条約及び日米安全保障条約特別委員会　第2号））

とする政府答弁があることから、「独立するから国際法の原則が適用されて東京裁判などは合法的効力を失う、しかし戦犯を釈放しないで量刑を引き継ぐ約束をする、という理解と了解」　の元に、日本は条約を批准したのであり、それ以上の意味は発効しないという解釈である。　　（　またこれは、先の第162回国会の外務省答弁への疑いにも通じている。）　
言い換えれば、裁判を承諾するとは、裁判が行われたことの合法性を連続させて刑の執行を持続するためであって、日本の歴史認識や歴史事実を学問によらずに裁判と条約で決定したのではない、とする意見である。（参考:この答弁には続いて、「・・・、現在外地において服役しております約三百五十余名の同胞が・・」とあり、第一段の裁判の承諾によって彼らが現地で合法的に服役し続けることを示している。）

また補足的なことがらだが、議論のおそらく精神的な部分についての話題として、
これらの議論で「独立条件、国際社会との約束」という言葉が使われることに対して、　国際法の原則にない約束が成立していても、後になって、本来の国際法上の独立の権利は損なわれない、とする意見もある。

（2006年時点で、その約束を'独立条件'と主張しつつ、条約時のアメリカとの取引の可能性を匂わす傾向が一部の報道にあるが、根拠は不明である。）

## 歴史的事実経過と英語の文法に基づく解釈
歴史的事実経過と英語の文法に基づく次のような見解がある。上記のように原文は"Japan accepts the judgments of the International Military Tribunal for the Far East and of other Allied War Crimes Courts both within and outside Japan"であるが、acceptsは現在形であり、本条約が締結された1951年9月8日時点において日本がjudgmentsを受諾することを意味している。ここで言及されているjudgmentsに含まれる極東国際軍事裁判が終結したのはその３年前の1948年11月12日であるから、"Japan accepts the judgments...."を「訴訟手続を受諾する」という意味に解すると、既に終結した訴訟の手続をもう一度受諾することになり、不合理である。したがって、judgmentsを「裁判」「判決」のいずれに和訳するかにかかわらず、「裁判の結果を受諾する」という意味に解するしかない。つまり日本は、本条約11条において、日本の戦争責任を断罪した極東国際軍事裁判の判決内容を受諾しているのである。

## 中国・韓国との関係
同条約第25条によれば、「第21条の規定を留保して、この条約は、ここに定義された連合国の一国でないいずれの国に対しても、いかなる権利、権原又は利益を与えるものではない。」と定め、その第21条には、「この条約の第25条の規定にかかわらず、中国は、第10条及び第14条（a）2の利益を受ける権利を有し、朝鮮は、この条約の第2条、第4条、第9条及び第12条の利益を受ける権利を有する」とある。
そのため、ここでの「中国」と「朝鮮」が何を指すとしても、第11条が除外されており、また、両国と終結した平和条約にも特別の言及が見られない以上、中国（中華民国及び中華人民共和国）及び朝鮮（大韓民国及び朝鮮民主主義人民共和国）との関係で、中国・韓国が、東京裁判、そしてその裁判ないし判決の結果について干渉する権利はないとする主張がある。
なお、別に結ばれた中華民国との平和条約（日華平和条約、1952年〈昭和27年〉4月28日署名、同年8月5日発効）において、戦争状態の結果生じた問題についてはサンフランシスコ平和条約に準ずるとされている。

## 日本国政府の東京裁判に対する態度表明
日本国政府は外務省ウェブサイトにおいて「極東国際軍事裁判に対して、日本政府はどのように考えていますか。」との問いを置き、日本国との平和条約第11条に言及して「この裁判については様々な議論があることは承知していますが、我が国は、サンフランシスコ平和条約第11条により、極東国際軍事裁判所の裁判を受諾しており、国と国との関係において、この裁判について異議を述べる立場にはないと考えています。（The Government of Japan acknowledges that there are various arguments regarding this judgment. However, Japan has accepted the judgment of the IMTFE under Article 11 of the San Francisco Peace Treaty. Therefore, in state to state relationship, the Government of Japan believes that it is in no position to raise any objections regarding this judgment.）」と日本語と英語で公表している。